# 老松
老松，是分布於泰國的台語民族，又名泰宋、老松丹。

## 歷史
老松人是老族支系，分布於老撾琅勃拉邦以東和越南的北圻地區。當老撾在19世紀被暹羅併吞時被強行遷移至泰國中部為奴和徭役勞動者。他們有時被劃為黑泰族，他們的傳統服飾，語言和文化在泰化政策下仍得到保存，他們在泰國被用作守衛宮廷和控制強大的泰國華人，這也解釋了其廣泛分佈的原因。
他們主要的生計是農業和手工業。

## 分布
大約34000個老松人分布於泰國中部的碧差汶府、彭世洛府、北攬坡府、叻丕府、素攀武里府、北碧府、春蓬府和佛統府。

## 宗教
雖然他們原信仰萬物有靈，但現在多信仰上座部佛教，很多人同時信仰兩種宗教。